# 3 Words (cântec)
„3 Words” este un cântec al interpretei britanice Cheryl Cole, realizat în colaborare cu will.i.am. Compoziția a fost produsă de will.i.am și inclusă pe albumul de debut al lui Cole, 3 Words, fiind lansată drept cel de-al doilea single al materialului în Irlanda și Regatul Unit și primul în Australia și Italia.
Materialul promoțional adiacent piesei a fost regizat de Vincent Haycock și a avut premiera la finele lunii noiembrie a anului 2009, în timp ce compoziția a fost difuzată de posturile de radio începând cu data de 13 octombrie 2009. Cântecul a fost interpretat în premieră în timpul spectacolului dedicat artistei, Cheryl Cole's Night In, unde a fost acompaniată pe scenă de colaboratorul său, will.i.am. Piesa a fost apreciată într-un mod pozitiv de critica de specialitate, fiind descrisă drept „întunecată, stranie și rece”, ce „construiește ușor un climat trepidant și molipsitor”. De asemenea, The Observer a catalogat compoziția ca fiind „o piesă de dragoste inteligentă și sofisticată care face aluzie la ce ar fi putut fi acest album”.
Cântecul a devenit cel de-al treilea șlagăr de top 5 în Regatul Unit din cariera independentă a lui Cole — după „Heartbreaker” și „Fight for This Love” — ocupând locul al patrulea în UK Singles Chart. În Italia a devenit primul single din întreaga cariera a artistei ce reușește să intre în ierarhia națională, în timp ce în Australia a devenit prima intrare în top 10 a lui Cole și prima intrare în lista din această țară de la șlagărul Girls Aloud din anul 2005, „Biology”.

## Informații generale
Înregistrarea a fost produsă de William „will.i.am” Adams și scrisă de acesta împreună cu George Pajon și Cole pentru a fi inclusă pe materialul de debut în cariera independentă al lui Cole, 3 Words. Cântecul a fost lansat ca cel de-al doilea single al albumului, având premiera pe data de 13 octombrie 2009 la postul de radio britanic Radio 1, în timpul emisiunii The Chris Moyles Show. Compoziția a fost promovată ca primul extras pe single al albumului în Australia și Italia, unde a obținut clasări notabile. Piesa a fost descrisă de artistă ca fiind „înregistrarea sa preferată de pe album”, fiind „total diferită de orice am realizat [alături de Girls Aloud] sau am apreciat în trecut”. De asemenea, cântecul a fost inspirat de muzica dance, care a inspirat-o pe artistă în perioada premergătoare lansării albumului omonim, în special colaborarea lui David Guetta cu solista Kelly Rowland „When Love Takes Over”.
„3 Words” a fost lansat în format disc single în ultima parte a lunii decembrie a anului 2009, în Irlanda și Regatul Unit. Compact discul distribuit în cele două regiuni prezintă și compoziția adițională „Boys”, produsă de Fraser T. Smith și compusă de Emeli Sandé. Piesa prezintă influențe ale muzicii rhythm and blues și electronice și prezintă ritmuri de chitară acustică.

## Recenzii
Tom Ewing de la The Guardian a considerat faptul că înregistrarea „3 Words” reprezintă „caseta de prezentare” a lui Cole, fiind „construită pe buclele întunecate ale unei chitare acustice tratate, construind o piesă dance claustrofobică. Este la fel de curajoasă și nouă precum orice a lansat formația lui Cole până acum”. O altă apreciere a venit din partea lui Daniel Wilcox (editor al 411 Mania), care a fost de părere că înregistrarea este „cu mult mai interesantă și mai inovatoare decât orice a realizat grupul său de fete în întreaga sa carieră”. Bradley Stern de la MuuMuse a descris compoziția drept „fermecătoare în apatia sa”, considerându-l totodată diferit atât de „tot ce au lansat Cheryl sau Will.I.Am” până acum, dar și de „tot ce este difuzat la posturile de radio momentan”. Atât The Times, cât și The Sunday Times au catalogat cântecul drept una dintre cele mai interesante compoziții de pe materialul omonim, în timp ce Killian Fox de la The Observer a făcut referire la înregistrare ca la „o piesă de dragoste inteligentă și sofisticată care face aluzie la ce ar fi putut fi acest album”.
David Balls de la Digital Spy a oferit discului single patru puncte dintr-un total de cinci — cu unul mai mult decât compozițiilor „Fight for This Love” și „Parachute” — declarând: „renunțând la structura tradițională refren—strofă—refren a cântecului și începând cu zdrăngănituri de chitară acustică, «3 Words» construiește ușor un climat trepidant și molipsitor”, opinie împărtășită și de Nick Levine (recenzor al aceleiași publicații), care a subliniat și el structura atipică a piesei. Cu toate acestea, Louise McCudden de la In The News a fost de părere că, deși „vocea sa sună plăcut”, „cântecul în sine este prea lung și devine plictisitor destul de repede”. O recenzie mai puțin favorabilă vine și din partea BBC Music, editorul website-ului declarând faptul că „acesta este un cântec ce se bazează absolut, 100%, pe înregistrarea de acompaniament. Din fericire, piesa este chiar interesantă: e întunecată, stranie și rece într-un fel [...] molipsitor. Totuși, asta nu este cu adevărat de ajuns când aranjamentul vocal și chiar suportul vocal nu fac nimic mai mult decât înregistrarea. [...] Urăsc să spun ceea ce este evident, dar dacă piesa nu era a lui Miss Cole, i-ar păsa cuiva? Ar fi ea [difuzată] la radio? Ar ajunge pe locul întâi? Cu sigurnață că nu”.

## Promovare
Prima interpretare live a compoziției s-a materializat în timpul emisiunii Cheryl Cole's Night In, ce o avea ca subiect central pe solistă. Artista a purtat o rochie neagră și a fost acompaniată pe scenă de colaboratorul său, will.i.am. În cadrul aceluiași spectacol, cântăreața a interpretat și înregistrările „Fight for This Love” și „Parachute”. Programul s-a bucurat de un număr important de telespectatori, fiind urmărit de aproximativ cinci milioane de persoane, printre invitați numărându-se Alexandra Burke, Rihanna sau Will Young.

## Ordinea pieselor pe disc
| Nr.                                                    | Titlul        | Durată |
| ------------------------------------------------------ | ------------- | ------ |
| Descărcare digitală distribuită în Regatul Unit        |               |        |
| 01.                                                    | „3 Words” [A] | 4:33   |
| Disc single distribuit în Irlanda și Regatul Unit      |               |        |
| 01.                                                    | „3 Words” [B] | 4:04   |
| 02.                                                    | „Boys” [C]    | 3:41   |
| EP distribuit în Irlanda și Regatul Unit (versiunea 1) |               |        |
| 01.                                                    | „3 Words” [B] | 4:04   |
| 02.                                                    | „3 Words” [D] | 5:42   |
| 03.                                                    | „3 Words” [E] | 6:27   |
| 04.                                                    | „3 Words” [F] | 6:02   |

| Nr.                                                    | Titlul          | Durată |
| ------------------------------------------------------ | --------------- | ------ |
| EP distribuit în Irlanda și Regatul Unit (versiunea 2) |                 |        |
| 01.                                                    | „3 Words” [A]   | 4:33   |
| 02.                                                    | „3 Words” [G]   | 4:00   |
| 03.                                                    | „3 Words” [H]   | 3:38   |
| 04.                                                    | „3 Words” [III] | 3:33   |
| EP distribuit în Australia                             |                 |        |
| 01.                                                    | „3 Words” [G]   | 3:59   |
| 02.                                                    | „3 Words” [H]   | 3:36   |
| 03.                                                    | „3 Words” [III] | 3:33   |

Specificații
| - A ^ Versiunea de pe albumul de proveniență, 3 Words. - B ^ Cântec aflat pe fața B a discului single. - C ^ Editare radio. - D ^ Remix „Steve Angello Extended Re-Production”. - E ^ Remix „Doman & Gooding I Love You Remix”. | - F ^ Remix „Geeneus-Rinse FM Main Mix”. - G ^ Remix „Steve Angello Radio Re-Production”. - H ^ Remix „Doman & Gooding I Love You Edit”. - III ^ Remix „Geeneus-Rinse FM Radio Dub Edit”. |

## Videoclip
Materialul promoțional pentru înregistrarea „3 Words” a fost filmat în luna octombrie a anului 2010 și regizat de Vincent Haycock, pentru compania Streetgang Films. Premiera videoclipului s-a materializat la finele lunii noiembrie a aceluiași an, scurtmetrajul prezentându-l și pe will.i.am.
Acțiunea videoclipului se petrece într-o încăpere ce prezintă o serie de statuete grecești. Scurtmetrajul debutează cu afișarea unor dansatori sumar îmbrăcați întinși pe podea și acoperiți de voaluri albe. Ulterior, imaginile sunt divizate în două părți distincte, videoclipul prezentând evenimentele în acest fel pe toată durata sa. Inițial, Cole este afișată într-o rochie neagră, purtând totodată la gât un colier auriu și un văl negru ce-i acoperă fața. Concomitent își face apariția și will.i.am, pentru ca mai apoi, artista să abordeze obiecte vestimentare diferite și o coafură ce amintește de Cleopatra. În acest timp, dansatorii de acompaniament realizează o coregrafie în prezența solistei, ce asistă la scenă. Jumătatea videoclipului marchează o nouă schimbare de ordin vestimentar pentru Cole, care folosește o altă rochie de culoare negră și o coafură blond platinată, aspect ce a fost comparat cu cel folosit de Lady GaGa. La final, ecranele despărțite sunt reunite, prezentându-i pe cei doi artiști, pentru ca ulterior imaginea să fie separată din nou.

## Prezența în clasamente
Asemeni celorlalte înregistrări de pe albumul de proveniență, „3 Words” a intrat în clasamentul britnaic la doar șapte zile de la startul comercializării materialului. Astfel, compoziția a debutat pe locul douăzeci și șase în ierarhia oficială din Regatul Unit, ca rezultat al numărului ridicat de descărcări digitale înregistrate în prima săptămână de disponibilitate. În mod similar, pe teritoriul Irlandei cântecul a intrat în lista națională pe treapta cu numărul douăzeci și șapte, avansând până pe locul șapte odată cu lansarea oficială. În Regatul Unit, în urma interpretării piesei în cadrul emisiunii Cheryl Cole's Night In și mulțumită startului comercializării discurilor single, „3 Words” a avansat până pe poziția a patra a UK Singles Chart, devenind cel de-al treilea șlagăr consecutiv de top 5 al artistei în cariera independentă. Simultan, compoziția a activat în Croația și Estonia, unde s-a clasat în primele douăzeci de trepte ale listelor unde a staționat.
„3 Words” a fost lansat și în Australia și Italia — unde a fost promovat ca primul extras pe single al albumului — obținând clasări notabile. În cea de-a doua regiune, cântecul a debutat pe locul șapte, staționând în primele zece trepte ale ierarhiei timp de patru săptămâni. Altă prezență importantă a fost înregistrată în Australia, unde a obținut poziția a cincea în clasamentul național, devenind cel mai mare succes al lui Cole în această regiune, incluzând și discurile single lansate în perioada Girls Aloud. De asemenea, „3 Words” a obținut locul paisprezece în European Hot 100 (compilat de Billboard) și treapta cu numărul douăzeci și șapte în Euro 200 (compilat de APC Charts).

## Clasamente
| Țară (clasament)                 | Poziția maximă | Referință     |
| -------------------------------- | -------------- | ------------- |
| Australia (ARIA)                 | 5              | [ 46 ]        |
| Australia (ARIA — Digital Track) | 5              | [ 49 ]        |
| Australia (ARIA — Dance Chart)   | 2              | [ 50 ]        |
| Austria (Ö3 Austria Top 40)      | 56             | [ 51 ] [ 52 ] |
| Bulgaria (APC Charts)            | 20             | [ 51 ]        |
| Croația (e!Hot)                  | 11             | [ 44 ]        |
| Estonia (Uuno.ee)                | 4              | [ 45 ]        |
| Europa (Billboard)               | 14             | [ 47 ]        |
| Europa (APC Charts — Euro 200)   | 27             | [ 48 ]        |
| Germania (Media Control)         | 27             | [ 53 ]        |
| Irlanda (IRMA)                   | 7              | [ 51 ]        |

| Țară (clasament)                      | Poziția maximă | Referință |
| ------------------------------------- | -------------- | --------- |
| Irlanda (IRMA — Descărcări)           | 8              | [ 54 ]    |
| Italia (FIMI)                         | 7              | [ 14 ]    |
| Olanda (Dutch Top 40)                 | 20             | [ 51 ]    |
| Olanda (Dutch Mega Top 100)           | 32             | [ 52 ]    |
| Regatul Unit (UK Radio Airplay Chart) | 4              | [ 55 ]    |
| Regatul Unit (UK Download Chart)      | 5              | [ 56 ]    |
| Regatul Unit (UK Singles Chart)       | 4              | [ 13 ]    |
| Scoția (OCC — Scottish Singles Chart) | 6              | [ 57 ]    |
| Slovacia (IFPI)                       | 44             | [ 58 ]    |
| Ungaria (Single «Track» Top 10)       | 5              | [ 59 ]    |

## Versiuni existente
| - „3 Words” (versiunea de pe albumul de proveniență, 3 Words) - „3 Words” (editare radio) - „3 Words” (remix „Darren Styles Remix”) - „3 Words” (remix „Doman & Gooding I Love You Edit”) - „3 Words” (remix „Doman & Gooding I Love You Single Edit”) - „3 Words” (remix „Doman & Gooding I Love You Dub”) | - „3 Words” (remix „Geeneus-Rinse FM Radio Dub Edit”) - „3 Words” (remix „Geeneus-Rinse FM Main Mix”) - „3 Words” (remix „Loft Brothers Mix”) - „3 Words” (remix „Steve Angello Radio Re-Production”) - „3 Words” (remix „Steve Angello International Radio Re-Production”) |

## Personal
- Sursa:[60]
- Voce: Cheryl Cole și will.i.am
- Producător(i): William „will.i.am” Adams
- Textier(i): William Adams, George Pajon și Cheryl Cole

## Datele lansărilor
| Țara         | Data lansării     | Casă de discuri     | Format              | Referințe |
| ------------ | ----------------- | ------------------- | ------------------- | --------- |
| Regatul Unit | 13 octombrie 2009 | Fascination Records | difuzare radio      | [ 1 ]     |
| Irlanda      | 23 octombrie 2009 | Fascination Records | descărcare digitală | [ 18 ]    |
| Regatul Unit | 26 octombrie 2009 | Fascination Records | descărcare digitală | [ 4 ]     |
| Regatul Unit | 27 noiembrie 2009 | Fascination Records | premieră videoclip  | [ 8 ]     |
| Italia       | 17 decembrie 2009 | Fascination Records | difuzare radio      | [ 61 ]    |
| Irlanda      | 17 decembrie 2009 | Fascination Records | disc single         | [ 18 ]    |
| Australia    | 20 decembrie 2009 | Fascination Records | descărcare digitală | [ 36 ]    |
| Regatul Unit | 21 decembrie 2009 | Fascination Records | disc single         | [ 3 ]     |

Notă
- Descărcările digitale au devenit disponibile odată cu lansarea albumului.

## Certificări și vânzări
| \| Țara \| Vânzări \| Certificare \| Referințe \| \| ------------ \| -------- \| ----------- \| --------- \| \| Australia \| +70.000 \| Platină \| [62] \| \| Regatul Unit \| +300.000 \| Argint \| [63][64] \| | Note - Argint reprezintă „disc de argint”; - Platină reprezintă „disc de platină”; |             |               |
| Țara | Vânzări                                                                            | Certificare | Referințe     |
| Australia | +70.000                                                                            | Platină     | [ 62 ]        |
| Regatul Unit | +300.000                                                                           | Argint      | [ 63 ] [ 64 ] |